# Карамыш (село)
Карамыш (нем. Pfaffenkutter) — село в Красноармейском районе Саратовской области, в составе Высоковского муниципального образования. Основано немецкими переселенцами в 1767 году.
Население — 232 чел. (2010).

## Название
Современное название присвоено по реке Карамыш, близ которой расположено село. До депортации немцев село было известно под названиями Куттер (нем. — «хутор») или Поповка (по реке Поповка (приток реки Карамыш)). Также использовались название Бренинг (нем. Brehning), по фамилии первого старосты, и Нейман (нем. Neumann)

## История
Основано немецкими переселенцами в 1767 году. Первые 79 семей прибыли из Изенбурга, Гессена и Пруссии. Верующие — лютеране, часть жителей составляли баптисты. По состоянию на 1857 год за селом числилось 1616 десятин земли. Вначале XX века в селе имелась водяная мельница, производство сарпинки, курительных трубок, красильное заведение, действовала частная школа. В 1917 году организована ткацкая артель.
Население села быстро росло. Вследствие перенаселения в 1874—75 годах часть жителей (73 человека) выезжает в Америку, в начале XX века переселяется в Сибирь (основаны сёла Пришиб и деревня Мирная Долина). Тяжёлым испытанием для жителей села стал голод в Поволжье. Так, в 1921 году родились 50 человек, а умерло — 414.
В 1920-х был организован сельсовет, имелись кооперативная лавка, кредитное товарищество, начальная школа, изба-читальня (открыта в 1926 году). В годы коллективизации образован колхоз «10 лет автономии немцев Поволжья», действовала восьмилетняя школа.

В сентябре 1941 года немецкое население депортировано в Сибирь и Казахстан. 2 июля 1942 года Куттерский сельсовет переименован в Карамышский.

## Физико-географическая характеристика
Село находится в лесостепи, в пределах Приволжской возвышенности, являющейся частью Восточно-Европейской равнины, на реке Поповка, при впадении последней в реку Карамыш. Высота центра населённого пункта — 187 метров над уровнем моря. В окрестностях Карамыша распространены чернозёмы южные. Почвообразующие породы — глины и суглинки.
Карамыш расположен в 81 км к югу от Саратова и 12 км к западу от районного центра города Красноармейск. Близ села расположен остановочный пункт 79 км железнодорожной ветки Волгоград — Саратов Приволжской железной дороги
Климат
Климат умеренный континентальный (согласно классификации климатов Кёппена — влажный континентальный климат (Dfb) с тёплым летом и холодной и продолжительной зимой). Многолетняя норма осадков — 418 мм. Наибольшее количество осадков выпадает в июле — 46 мм, наименьшее в марте — 22 мм. Среднегодовая температура положительная и составляет + 5,9 С, средняя температура самого холодного месяца января −10,7 С, самого жаркого месяца июля +21,8 С.
Часовой пояс
Село Карамыш, как и вся Саратовская область, находится в часовой зоне МСК+1. Смещение применяемого времени относительно UTC составляет +4:00.

## Население
Динамика численности населения
| 1987 | 2002 |
| ---- | ---- |
| ≈180 | 294  |

| 1767  | 1773  | 1788  | 1798  | 1816  | 1834  | 1850  |
| ----- | ----- | ----- | ----- | ----- | ----- | ----- |
| 262   | ↗353  | ↗482  | ↗574  | ↗850  | ↗1398 | ↗2042 |
| 1859  | 1886  | 1897  | 1905  | 1911  | 1920  | 1922  |
| ↗2412 | ↘2357 | ↘2124 | ↗4108 | ↗4343 | ↘2833 | ↘2068 |
| 1926  | 1931  | 2002  | 2010  |       |       |       |
| ↗2114 | ↗2220 | ↘294  | ↘232  |       |       |       |